# Juan Trippe

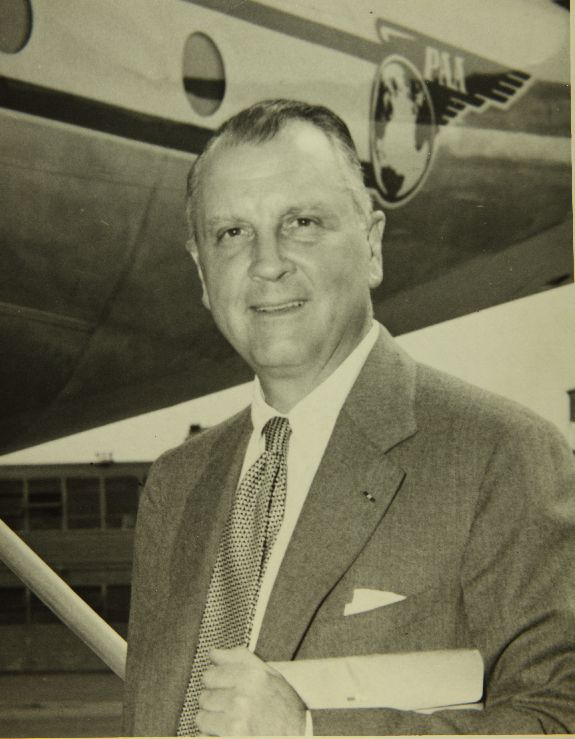
Juan T. Trippe

Juan Terry Trippe (* 27. Juni 1899 in Sea Bright, New Jersey; † 3. April 1981 in New York City) war ein US-amerikanischer Unternehmer und Gründer der ehemaligen Fluggesellschaft Pan American World Airways (Pan Am).

## Leben
Nachdem er im Jahr 1921 in Yale graduiert hatte, gründete Trippe die Colonial Air Transport und für die Expansion der Luftfahrt im amerikanischen Raum die Aviation Company of the Americas. Später entwickelte sich der Name Pan Am, was zu Pan American World Airways wurde. Am 28. August 1927 fand der erste Flug der Pan Am statt. In den 1930ern war Pan Am die erste Fluggesellschaft, die den Pazifik überflog.
Das Unternehmen war vom Zweiten Weltkrieg kaum betroffen und wuchs zu einer der größten Fluggesellschaften. Trippe erhielt 1946 die Medal for Merit, damals die höchste zivile Auszeichnung der USA.
Trippe wird als Erfinder der Economy Class (damals noch Tourist Class) angesehen und bemerkte Ende der 1950er, dass die Zukunft der Luftfahrt durch Düsenflugzeuge revolutioniert werden würde. Daraufhin kaufte er als einer der ersten McDonnell Douglas DC-8 und Boeing 707 für seine Gesellschaft. Der erste Flug mit einer Pan Am Boeing 707 fand im Oktober 1958 von New York nach Paris statt. Mit diesen größeren Flugzeugen gelang es Pan Am, mehr Passagiere schneller und billiger zu befördern.
1965 gab Trippe dem Boeing-Chef Bill Allen den Auftrag, ein weitaus größeres Flugzeug als die Boeing 707 zu bauen und war somit für den Bau der Boeing 747, des Jumbo Jets, verantwortlich, die 1969 in Produktion kam. Trippe dachte jedoch, die Boeing 747 würde nur als Frachtflugzeug dienen und später ohnehin durch ein Überschallflugzeug ersetzt werden. Dies trat – mit Ausnahme der Concorde und der Tupolew Tu-144 – nicht ein, und der Jumbo Jet wurde das Symbol der internationalen Luftfahrt. Im Jahr 1968 gab Trippe die Geschäftsführung auf, nahm jedoch weiterhin an Vorstandssitzungen teil.
1981 starb Trippe im Alter von 81 Jahren in New York und wurde in Brooklyn begraben. Er hinterließ seine Frau Elizabeth (1904–1983) und vier Kinder. 1985 wurde ihm posthum von Ronald Reagan die Medal of Freedom verliehen. Sein Unternehmen Pan Am wurde 1991 von Delta Airlines gekauft, mit dem ursprünglichen Ziel, es zu sanieren.
Im Jahr 2004 wurde Trippe im Film Aviator durch Alec Baldwin dargestellt.

## Ehrungen
- 1952: Großes Verdienstkreuz der Bundesrepublik Deutschland
- 1985: Presidential Medal of Freedom